# Списак привредних судова Републике Србије
Привредни судови у Србији су:
- Привредни суд у Београду, за територију града Београда
- Привредни суд у Ваљеву, за територију општина Богатић, Владимирци, Коцељева, Крупањ, Лајковац, Љиг, Љубовија, Мали Зворник, Мионица, Осечина и Уб и за градове Ваљево, Лозница и Шабац, са судском јединицом у Лозници за територију општина Крупањ, Љубовија и Мали Зворник и за град Лозницу и судском јединицом у Шапцу за територију општина Богатић, Владимирци и Коцељева и за град Шабац
- Привредни суд у Зајечару, за територију општина Бољевац, Бор, Кладово, Књажевац, Мајданпек, Неготин и Сокобања и за град Зајечар
- Привредни суд у Зрењанину, за територију општина Житиште, Кикинда, Нова Црња, Нови Бечеј, Нови Кнежевац, Сечањ и Чока и за град Зрењанин
- Привредни суд у Краљеву, за територију општина Александровац, Брус, Варварин, Врњачка Бања, Рашка, Сјеница, Трстеник, Тутин и Ћићевац и за градове Краљево, Крушевац и Нови Пазар, са судском јединицом у Крушевцу за територију општина Александровац, Брус, Варварин, Трстеник и Ћићевац и за град Крушевац и судском јединицом у Новом Пазару за територију општина Сјеница и Тутин и за град Нови Пазар
- Привредни суд у Крагујевцу, за територију општина Аранђеловац, Баточина, Деспотовац, Кнић, Лапово, Параћин, Рача, Рековац, Свилајнац, Топола и Ћуприја и за градове Јагодину и Крагујевац, са судском јединицом у Јагодини, за територију општина Деспотовац, Параћин, Рековац, Свилајнац и Ћуприја и за град Јагодину
- Привредни суд у Лесковцу, за територију општина Бојник, Босилеград, Бујановац, Владичин Хан, Власотинце, Лебане, Медвеђа, Прешево, Сурдулица, Трговиште и Црна Трава и за градове Врање и Лесковац, са судском јединицом у Врању, за територију општина Босилеград, Бујановац, Владичин Хан, Прешево, Сурдулица и Трговиште и за град Врање
- Привредни суд у Нишу, за територију општина Алексинац, Бабушница, Бела Паланка, Блаце, Димитровград, Дољевац, Гаџин Хан, Житорађа, Куршумлија, Мерошина, Пирот, Прокупље, Ражањ и Сврљиг и за град Ниш
- Привредни суд у Новом Саду, за територију општина Бач, Бачка Паланка, Бачки Петровац, Беочин, Бечеј, Жабаљ, Сремски Карловци, Темерин и Тител и за град Нови Сад
- Привредни суд у Панчеву, за територију општина Алибунар, Бела Црква, Вршац, Ковачица, Ковин, Опово и Пландиште и за град Панчево
- Привредни суд у Пожаревцу, за територију општина Велика Плана, Велико Градиште, Голубац, Жабари, Жагубица, Кучево, Мало Црниће, Петровац на Млави и Смедеревска Паланка и за градове Пожаревац и Смедерево, са судском јединицом у Смедереву, за територију општина Велика Плана и Смедеревска Паланка и за град Смедерево
- Привредни суд у Сомбору, за територију општина Апатин, Врбас, Кула, Оџаци и Србобран и за град Сомбор
- Привредни суд у Сремској Митровици, за територију општина Инђија, Ириг, Пећинци, Рума, Стара Пазова и Шид и за град Сремску Митровицу
- Привредни суд у Суботици, за територију општина Ада, Бачка Топола, Кањижа, Мали Иђош и Сента и за град Суботицу
- Привредни суд у Ужицу, за територију општина Ариље, Бајина Башта, Косјерић, Нова Варош, Пожега, Прибој, Пријепоље и Чајетина и за град Ужице
- Привредни суд у Чачку, за територију општина Горњи Милановац, Ивањица и Лучани и за град Чачак